# 劉汝明
劉 汝明（りゅう じょめい）は、中華民国の軍人。北京政府、国民軍、国民政府（国民革命軍）に属した。最終階級は陸軍二級上将。馮玉祥配下の「十三太保」の1人としても知られる。字は子亮。

## 事跡
陸建章率いる左路備補軍から軍歴を開始する。当初馮玉祥率いる前営（第2大隊）で前哨（第2中隊）当兵、間もなく第5棚什長。翌年、少尉に任官し、京衛軍左翼第1団第3営第10連排長。1914年2月、京衛軍左翼第1団・第2団が合併して第7師第14旅が編成されると連長に任ぜられる。当時、同連の兵卒に吉鴻昌、李曾志がいた。同年、白朗の鎮圧に動員される。
第7師の分裂後は馮玉祥率いる第16混成旅で累進し、1922年（民国11年）に第11師第22旅（長：張之江）第44団（長：劉郁芬）第1営営長になった。5月5日に第1次奉直戦争に呼応した河南督軍趙倜率いる毅軍が鄭州で少数部隊を率いていた張之江らを包囲すると、救援のため翌6日、第11師主力とともに河南省へ派遣される。第1営は祭城（現：鄭州市金水区）に展開し、9日深夜、反撃に転じた毅軍6、7個営に包囲されたが持ちこたえた。
国民軍が結成されると警衛第1旅（2個団を管轄）旅長に就任し、後に警衛第1旅・第2旅を合併して西北軍暫編陸軍第10師（長：門致中）が編成されると第31旅旅長、翌年師長に昇進した。12月末、西安包囲に失敗した劉鎮華を追って潼関県から河南省閿郷県に進出する。北伐後の1929年（民国18年）、国民革命軍第5路軍総指揮兼第10軍軍長となる。1930年（民国19年）の中原大戦後は山西省に渡り、宋哲元率いる第29軍副軍長に任命された。
1933年（民国22年）、長城抗戦に参加し、第143師師長に任命された。1936年（民国25年）、察哈爾省政府主席を兼任した。日中戦争（抗日戦争）勃発後の1937年（民国26年）、第68軍軍長に就任した。第2集団軍副総司令、総司令代理、総司令を歴任。
日中戦争終結後に、第2集団軍は第4綏靖区、さらに1948年（民国37年）に第8兵団に改編され司令官として国共内戦で戦う。しかし、1949年（民国38年）8月の厦門戦役で劉汝明の軍はついに中国人民解放軍に殲滅されてしまい、劉汝明は台湾へ逃亡した。10月22日に解任後は閑職に追いやられ、1952年退役。
1975年（民国64年）4月28日、台湾で死去。享年81。5月10日、二級上将追贈。

## 年譜
- 1912年（民国元年）春 - 左路備補軍前営前哨（長：李鳴鐘）当兵、第5棚什長
- 1913年（民国2年）8月 - 京衛軍左翼第1団第3営第10連排長、少尉
- 1914年（民国3年）
  - 2月 - 第7師第14旅第27団（長：楊桂堂）第3営第10連連長、上尉[5]
  - 10月 - 第16混成旅第1団第3営第10連連長[5]
- 1916年（民国5年）
  - 3月25日 - 歩兵少校[8]
  - 4月20日 - 歩兵中校[9]
- 1917年（民国6年）
  - 4月 - 第16混成旅第1団（長：鄒心鏡）第3営（長：李鳴鐘）営附[5]
  - 10月 - 第16混成旅副官[5]
- 1918年（民国7年）
  - 2月 - 第16混成旅第3団（長：張樹声）団附[5]
  - 9月1日 - 歩兵上校[10]
- 1919年（民国8年）4月 - 第16混成旅第3団（長：李鳴鐘）第1営営長[3]
- 1920年（民国9年）2月 - 第16混成旅第4団（長：劉郁芬）第1営営長[5]
- 1921年（民国10年）8月 - 第11師第22旅（長：張之江）第44団（長：劉郁芬）第1営営長[5]
- 1922年（民国11年）10月 - 第25混成旅（長：宋哲元）第3団団長[5]
- 1924年（民国13年）
  - 3月6日 - 少将[11]
  - 10月 - 国民軍第1軍（長：馮玉祥兼）警衛第1旅旅長[5]
- 1925年（民国14年）10月 - 西北辺防軍第10師（長：門致中）第31旅旅長[5]
- 1926年（民国15年）
  - 3月 - 西北辺防軍第10師師長[5]
  - 4月3日 - 中将[5]
- 1927年（民国16年）
  - 1月 - 国民聯軍第2軍軍長兼第10師師長[5]
  - 5月 - 国民革命軍第2集団軍第2軍軍長兼第10師師長[5]
- 1928年（民国17年）
  - 9月1日 -  国民革命軍第2集団軍暫編第10師師長[5]
  - 10月2日 - 国民革命軍第2集団軍第29師師長[5]
  - 11月10日 - 国民革命軍第2集団軍第26師師長[5]
  - 11月30日 - 軍政部参事[5]
- 1929年（民国18年）
  - 2月27日 -  中央編遣区弁事処委員兼任[5]
  - 4月 - 国民革命軍第2集団軍特務師師長[5]
  - 5月 - 西北軍第10軍軍長[5]
  - 10月 - 反蒋国民軍第5路軍総指揮兼第10軍軍長[5]
- 1930年（民国19年）4月 - 第2方面軍（長：鹿鍾麟）第1路軍（総指揮：張維璽）第10軍軍長[5]
- 1931年（民国20年）
  - 1月 - 国民革命軍東北辺防軍第3軍（長：宋哲元）副軍長[5]
  - 6月 - 国民革命軍第29軍副軍長[5]
- 1933年（民国22年）
  - 4月 - 暫編第2師師長兼任[5]
  - 5月 - 第143師師長兼任[5]
- 1935年（民国24年）4月15日 - 少将[5]
- 1936年（民国25年）
  - 4月21日 - 中将[5]
  - 6月26日 - 察哈爾省政府委員、主席兼任[5]
  - 7月6日 - 全省保安司令部司令
- 1937年（民国26年）8月31日 - 第68軍軍長[5]
- 1938年（民国27年）6月4日 - 第28軍団軍団長兼第68軍軍長[5]
- 1939年（民国28年）1月20日 - 第2集団軍（総司令：孫連仲）副総司令兼第68軍軍長[7]
- 1943年（民国32年）
  - 4月23日 - 第2集団軍総司令代理、軍長離任[7]
  - 8月1日 - 第2集団軍総司令[7]
- 1944年（民国33年）10月 - 陸軍大学将官班甲級第1期入学[7]
- 1945年（民国34年）
  - 1月 - 陸大卒業、現職復帰[7]
  - 10月 - 鄭州綏靖公署（主任：劉峙）副主任兼第4綏靖区司令官[7]
- 1948年（民国37年）
  - 6月 - 徐州剿匪総司令部（総司令：劉峙）副総司令兼兼第4綏靖区司令官[7]
  - 12月1日 - 第8兵団司令官[7]
- 1949年（民国38年）
  - 1月 - 京滬杭警備総司令部（総司令：湯恩伯）副総司令兼第8兵団司令官[7]
  - 4月 - 閩粤辺区剿匪総司令兼第8兵団司令官（～10月22日[7]）
- 1952年（民国41年）10月22日 - 退役[7]

## 親族
弟の劉汝珍も国民軍にて勤務し、盧溝橋事件勃発時、第29軍独立第27旅第679団団長、のち劉汝明の後任で第68軍軍長。戦後中将。父方の従兄弟の劉汝賢も国民軍に勤務し、第3軍参謀長を務めた。